# Sam Cooke
Samuel Cook (Clarksdale, Mississippi, SAD, 22. siječnja 1931. – Los Angeles, Kalifornija, SAD, 11. prosinca 1964.), poznatiji kao Sam Cooke (ranije poznat i kao Dale Cook), bio je američki pjevač, tekstopisac i poduzetnik. Smatran je kao jedan od najvećih pjevača i tekstopisaca svih vremena.
Utjecajan kao pjevač i skladatelj, obično je poznat i kao Kralj soula zbog svog karakterističnog glasa te zbog velikog doprinosa popularnoj glazbi. Njegov pionirski doprinos soul glazbi razvio je mnoge izvođače kao što su Aretha Franklin, Bobby Womack, Al Green, Curtis Mayfield, Stevie Wonder, Marvin Gaye, Billy Preston te popularizirao Otisa Reddinga i Jamesa Browna. AllMusicov biograf Bruce Eder je napisao da je Cooke izumitelj soul glazbe, te da je posjedovao nevjerovatan pjevački glas i dikciju koju nikad nitko nije nadmašio.
Cooke je imao 30 Top 40 hit singlova u Sjedinjenim Američkim Državama između 1957. i 1964. godine, te tri postumna. Njegove najpopularnije pjesme, ujedno i najveći hit singlovi su "You Send Me", "A Change Is Gonna Come", "Cupid", "Chain Gang", "Wonderful World" i "Twistin' the Night Away". Cooke je bio među prvim modernim crnim glazbenicima i skladateljima koji je uz glazbenu karijeru imao i poduzetničku karijeru. Osnivač je diskografske i izdavačke kuće. Također je aktivno sudjelovao u pokretu za ljudska prava.
Dana 11. prosinca 1964. godine, u 33. godini života, Cookea je smrtno ustrijelila Bertha Franklin, upraviteljica motela Hacienda u Los Angelesu u Kaliforniji. Nakon provedene istrage, sud je odlučio da je Cookeova smrt opravdano ubojstvo, iako su okolnosti njegove smrti upitne.

## Diskografija
- Songs by Sam Cooke (1957.)
- Encore (1958.)
- Tribute to the Lady (1959.)
- The Wonderful World of Sam Cooke (1960.)
- Cooke's Tour (1960.)
- Hits of the 50's (1960.)
- Swing Low (1961.)
- My Kind of Blues (1961.)
- Twistin' the Night Away (1962.)
- Mr. Soul (1963.)
- Night Beat (1963.)
- Ain't That Good News (1964.)